# Lourdes Aguiló Bennàssar
Lourdes Aguiló Bennàssar (Sa Pobla, 10 de febrer de 1957) és una advocada i política mallorquina, diputada al Parlament de les Illes Balears en la VIII legislatura.

## Biografia
Llicenciada en Dret i en Ciències Polítiques i de l'Administració, és Funcionària del Cos Superior d'Advocats de l'Administració de la Comunitat Autònoma de les Illes Balears. Ha estat Lletrada del Departament Jurídic de la Presidència de les Illes Balears i cap del Departament Jurídic de la Direcció General de Funció Pública i Directora de l'Advocacia de la Comunitat Autònoma de les Illes Balears.
Militant del PSIB-PSOE, de 2008 a 2011 fou secretària general de la Conselleria de Presidència. Ha estat escollida diputada a les eleccions al Parlament de les Illes Balears de 2011 i de 2011 a 2015 ha estat vicepresidenta de la Comissió d'Afers Institucionals.